# Festival da Independência da Jamaica
O Festival da Independência da Jamaica é uma celebração da independência da Jamaica, um título conquistado em 1962.

## História
O festival teve início em 1962 pelo então Ministro do Desenvolvimento Comunitário (e posteriormente Primeiro Ministro) Edward Seaga, para expor artistas literários, plásticos e cênicos, e para celebrar "coisas jamaicanas". Este foi considerado parte do desenvolvimento nacional como uma forma de dar aos jamaicanos uma noção de quem eles são e do que se trata sua história e cultura.
Definido na primeira segunda-feira de Agosto, para coincidir com o feriado e para celebração de ambas a independência e a emancipação. A festividade inclui exposições agrícolas e desfiles de rua, atingindo seu auge no National Stadium (o estádio nacional de Kingston). Eventos de apoio acontecem em toda a ilha.
Um grupo de organização formal, Jamaica Festival Commission, foi estabelecido por um ato parlamentar em 1968, que se tornou a Comissão de Desenvolvimento Cultural da Jamaica (JCDC ou, em português, CDCJ) por outro ato em 1980. Hoje, a estrutura administrativa contém uma grande base de voluntários com um oficial da CDCJ designado a supervisionar as atividades em cada paróquia.
O festival agora inclui o Miss Jamaica Festival Queen Contest ("Concurso de Rainha do Festival Miss Jamaica"), uma competição de bandas Mento e uma competição de música gospel.
Um de seus destaques é a Competição de Músicas Populares (antes de 1990 conhecida como a Competição de Músicas Populares do Festival da Independência), que ocorreu pela primeira vez em 1966, e tem sido vencida por artistas como The Maytals, Desmond Dekker, Freddie McKay e Eric Donaldson.

## Competição de Músicas Populares
A Competição de Músicas Populares (The Popular Song Competition) acontece desde 1966, com os seguintes vencedores:
- 1966 - The Maytals com "Bam Bam"
- 1967 - The Jamaicans com "Ba Ba Boom"
- 1968 - Desmond Dekker & The Aces com "Music Like Dirt (Intensified '68)"
- 1969 - The Maytals com "Sweet and Dandy"
- 1970 - Hopeton Lewis com "Boom Shacka Lacka"
- 1971 - Eric Donaldson com "Cherry Oh Baby"
- 1972 - Toots & the Maytals com "Pomps and Pride"
- 1973 - Morvin Brooks com "Jump In The Line"
- 1974 - Tinga Stewart com "Play de Music"
- 1975 - Roman Stewart com "Hooray Festival"
- 1976 - Freddie McKay com "Dance This Ya Festival"
- 1977 - Eric Donaldson com "Sweet Jamaica"
- 1978 - Eric Donaldson com "Land of my Birth"
- 1979 - The Astronauts com "Born Jamaican"
- 1980 - Stanley & The Turbines com "Come Sing With Me"
- 1981 - Tinga Stewart com "Nuh Wey Nuh Betta Dan Yard"
- 1982 - The Astronauts com "Mek Wi Jam"
- 1983 - Ras Karbi com "Jamaica I'll Never Leave You"
- 1984 - Eric Donaldson com "Proud to be Jamaican"
- 1985 - Roy Rayon com "Love Fever"
- 1986 - Stanley & The Turbines com "Dem a fe Squirm"
- 1987 - Roy Rayon com "Give Thanks and Praise"
- 1988 - Singer Jay com "Jamaica Land We Love"
- 1989 - Michael Forbes com "Stop and Go"
- 1990 - Robbie Forbes com "Island Festival"
- 1991 - Roy Rayon com "Come Rock"
- 1992 - Heather Grant com "Mek wi Put Things Right"
- 1993 - Eric Donaldson com "Big It Up"
- 1994 - Stanley & The Astronauts com "Dem a Pollute"
- 1995 - Eric Donaldson com "Join de Line"
- 1996 - Zac Henrry & Donald White com "Meck We Go Spree"
- 1997 - Eric Donaldson com "Peace and Love"
- 1998 - Neville Martin com "Jamaica Whoa"
- 1999 - Cheryl Clarke com "Born Inna JA"
- 2000 - Stanley Beckford com "Fi Wi Island A Boom"
- 2001 - Roy Richards com "Lift Up Jamaica"
- 2002 - Devon Black com "Progress"
- 2003 - Stefan Penincilin com "Jamaican Tour Guide"
- 2004 - Stefan Penincilin com "Ole Time Jamaica"
- 2005 - Khalil N Pure com "Poverty"
- 2006 - Omar Reid com "Remember the Days"
- 2007 - Neville 'Gunty' Winters com "Woman A Di Beauty"
- 2008 - Roy Rayon com "Rise and Shine"
- 2009 - Winston Hussey com "Take Back Jamaica"
- 2010 - Kharuso com "My Jamaica"
- 2011 - Everton David Pessoa com "Oh if We"
- 2012 - Abbygaye Dallas com "Real Born Jamaican"
- 2013 - A competição não foi realizada em 2013
- 2014 - Rushane Sanderson com "I Love JA"
- 2015 - Lee-Roy Johnson com "Celebration"
- 2016 - Oneil Scott com "No Weh Like Jamaica"
- 2017 - A competição não foi realizada em 2017
- 2018 - Oneil 'Nazzle Man' Scott com "Jamaica A Wi Home"
- 2019 - Raldene Dyer com "Loaded Eagle"
- 2020 - Buju Banton com "I am a Jamaican"
- 2021 - Stacious com "Jamaican Spirit"
- 2022 - Sacaj com "Nuh Weh Nice Like Yard"

Em 2004, em um movimento para ampliar o gênero de inscrições enviadas, a CDCJ anunciou um abuldante prêmio de $ 1 milhão a ser dividido entre o compositor, o cantor e o produtor da inscrição vencedora. Em 2010, o prêmio havia subido para um milhão de dólares e um carro.
Em 2008, a CDCJ anunciou que o título da Competição de Músicas Populares do Festival Jamaicano (Jamaican Festival Song Competition) retornaria em paralelo à Competição de Músicas Populares, com expectativa de que o título anterior recriasse sentimentos de solenidade entre os jamaicanos na época da Independência.